# Mieko Šiomi
Mieko Šiomi (汐見 美枝子, Shiomi Mieko, 1909, Ósaka – 24. srpna 1984) byla japonská amatérská fotografka v období Šówa.

## Životopis
Šiomi se narodila v Ósace a absolvovala dívčí střední školu Šimizudani v roce 1927. V roce 1948 vstoupila do Tampei Photography Club a poté se přidala ke dvěma dalším fotografickým skupinám a současně vystavovala v sekci Nikakai Photography. Na začátku měla sklon k abstrakci, koncem padesátých let se posunula směrem k realismu při zobrazování toho, co viděla ve svém každodenním životě; v 60. letech se vrátila k abstrakci.
Šiomi je obzvláště velmi chválena za své kompozice a jemné použití černobílého tisku a zachycení momentů obvyklých akcí lidí. Pořizuje vysoce kvalitní fotografie od abstrakce po realismus.
Její díla jsou uložena ve stálé sbírce Tokijského metropolitního muzea fotografie.

## Dílo

### Publikace
- Šiomi, Mieko. Shiosai: Mieko Shiomi Photo Works. [4] [Takarazuka]: [Mieko Shiomi], 1964. (japonsky) Kniha černobílých fotografií pořízených v letech 1949–1963; žádné titulky a téměř žádný další text.

### Galerie
- Sbírka – TOKYO DIGITAL MUSEUM, Tokijské metropolitní muzeum fotografie[5]
  - Hair cut, Tokijské metropolitní muzeum fotografie[6]
- 汐見美枝子： 作家デ ー タ ＆ 資料 一 覧|所蔵作品|大阪中之島美術館 コ レ ク シ ョ ン （旧 ・ 大阪新美術館 – Sbírka děl v Nakanoshima Museum of Art, Osaka City (japonsky)[7]